# Getter Jaani
Getter Jaani (Tallinn, 1993. február 3.) észt énekesnő.
Getter Jaani Tallinnban nőtt fel, a zene és a tánc mindig is jelentős szerepet töltött be az életében, hiszen mindkét szülője koreográfus. Getter egy tehetségkutató műsorban lett ismert. Ő volt a műsor történetének a legfiatalabb döntőse, valamint a zsűri kedvence. Az életvidám, sugárzó lány mindenki szívébe belopta magát, rövid karrierje alatt hatalmas rajongótáborra tett szert. 2010-ben a Szerelmes hangjegyek egyik főszerepét játszotta. Ekkor kereste meg egy lemezkiadó, amely szerződést kötött vele. Első dala, a „Parim päev” az év legjátszottabb észt dala lett. Ezután az egész nyara koncertekkel telt el, valamint kisebb szerepeket vállalt észt filmekben.
2011. február 26-án megnyerte Észtország nemzeti döntőjét, így ő képviselhette hazáját a 2011-es Eurovíziós Dalfesztiválon Düsseldorfban, a Rockefeller Street című dalával, amit Sven Lõhmus írt neki. Korábban a dalszerző már részt vett a versenyen, ugyanis a 2009-es észt banda dalát is ő szerezte.

## AzEesti otsib superstaariban előadott dalai
| Hét       | Cím                                    | Eredeti előadó          | Helyezés     |           |
| Elődöntők | Elődöntők                              | Elődöntők               | Elődöntők    | Elődöntők |
| --------- | -------------------------------------- | ----------------------- | ------------ | --------- |
| 1         | "Ma tõde tean"                         | Nele-Liis Vaiksoo       | Továbbjutott |           |
| 2         | "Cruella de Vil"                       | Bill Lee                | Továbbjutott |           |
| Döntők    |                                        |                         |              |           |
| 1         | "Iseendale"                            | Eda-Ines Etti           | Utolsó kettő |           |
| 2         | "Laul Põhjamaast"                      | Ülo Vinter              | Továbbjutott |           |
| 3         | "See maailm uus" ("A Whole New World") | Brad Kane & Lea Salonga | Továbbjutott |           |
| 4         | "I'm a Believer"                       | The Monkees             | Továbbjutott |           |
| 5         | "The Climb"                            | Miley Cyrus             | Utolsó kettő |           |
| 6         | "Stop it (I Like It)"                  | Rick Guard              | Továbbjutott |           |
| 6         | "Ice Cream Freeze (Let's Chill)"       | Miley Cyrus             | Továbbjutott |           |
| 7         | "Taas punab pihlakaid"                 | Ivo Linna               | Kiesett      |           |
| 7         | "Happy"                                | Leona Lewis             | Kiesett      |           |

## Fordítás
- Ez a szócikk részben vagy egészben  a   Getter Jaani című angol Wikipédia-szócikk fordításán alapul.  Az eredeti cikk szerkesztőit annak laptörténete sorolja fel. Ez a jelzés csupán a megfogalmazás eredetét és a szerzői jogokat jelzi, nem szolgál a cikkben szereplő információk forrásmegjelöléseként.